# Alberto María de Agostini
Alberto María De Agostini (Pollone, 2 de novembre de 1883 - Torí, 25 de desembre de 1960) va ser un missioner salesià de l'orde de Don Bosco, fotògraf, documentalista, muntanyenc i geògraf italià.

## Missió
Va arribar a punta Arenas (Xile) al febrer de 1910, on va desenvolupar labors pròpies de la seva congregació. Va organitzar expedicions a la Tierra del Fuego, on va explorar per primera vegada pics que es coneixien solament per alguns mapes i on, a més, va descobrir altres cims, molts dels quals deuen el seu nom al missioner salesià. Va aconseguir arribar al cim de la muntanya Olivia, a Ushuaia, Argentina. També va entrar en contacte amb els indígenes australs: els selknam, a qui va descriure en diverses obres i va retratar per mitjà de nombroses fotografies, els yamana, kawésqar, tehueltxes i maputxes. Va fer diverses denúncies públiques contra els qui cometien crims contra els aborígens.

## Obres

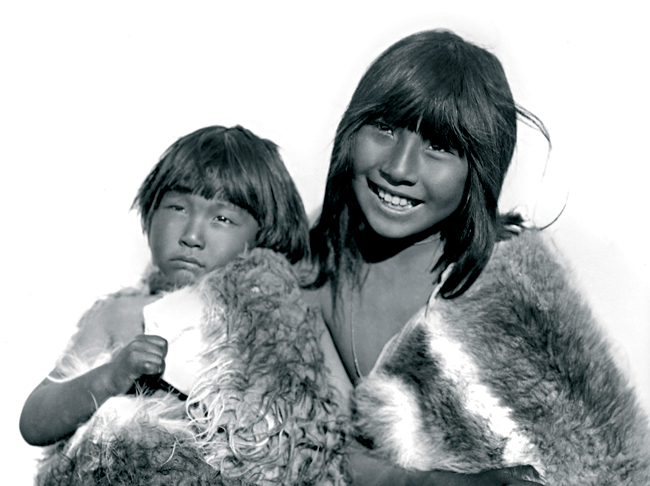
Nens selknam que van ser la preocupació principal d'Alberto María de Agostini

Com a fotògraf, va fer una treball exhaustiu documentant gràficament paisatges naturals d'una zona gairebé desconeguda fins llavors, i les tribus del lloc. La seva obra va obtenir premis a Itàlia i Brasil, i es van fer exposicions en diverses ciutats de Xile.
Com a escriptor, i en molts dels casos, com a fotògraf també, va publicar una vintena de llibres:
- I miei viaggi nella Terra del Fuoco - Torí, 1a ed., 1923, traduïda a l'alemany, a l'hongarès i al castellà (Milà, 1929), reeditada molts anys després amb el nom 30 años en Tierra del Fuego, amb dades actualitzades i ampliacions.[2]
- Andes patagónicos[3][4]
- Andes patagónicos: viatges d'exploració a la serralada patagónica austral (1945)
- El cerro Lanín y sus alrededores: Parque Nacional (1941)
- Paisajes magallánicos. Itinerarios turísticos. (Punta Arenas, 1945)
- Mi primera expedició al interior de la cordillera patagónica meridional (Buenos Aires, 1931)
- La naturaleza en los Andes de la Patagonia Septentrional. Lagos Nahuel Huapi y Esmeralda (Torí, 1934)
- Aspetti geomorfologici della Cordigliera Patagonica Australe (Torí, 1939)
- Ascensión al monte San Lorenzo. Excursión a la región del Baker (Buenos Aires, 1945) Don Bosco geògrafo (traduïda al castellà, en Bollettino Salesiano, gener de 1960)
- Guia turística de Magallanes y canales fueguinos (1946)
- Guia turística de los lagos australes argentinos i Tierra del Fuego (Buenos Aires, 1945).

Va morir a Torí, el 25 de desembre de 1960.